# Шершнёв, Пётр Андреевич
Пётр Андреевич Шершнёв (1916—1966) — советский военнослужащий, участник Великой Отечественной войны, полный кавалер ордена Славы, санитарный инструктор 107-го гвардейского истребительно-противотанкового артиллерийского полка (8-я отдельная истребительно-противотанковая артиллерийская бригада, 69-я армия, 1-й Белорусский фронт), гвардии старшина медицинской службы.

## Биография
Пётр Андреевич Шершнёв родился в крестьянской семье в селе Матвеевка Весёловской волости Мелитопольского уезда Таврической губернии (в настоящее время Весёловский район Запорожской области). Окончил школу, агрономический техникум в городе Мелитополь, учительские курсы. Работал в школе города Смелы Черкасской области. В 1939 году был призван в ряды Красной армии. В 1941 году был уволен в запас, вновь призван Больше-Токмакским районным военным комиссариатом в сентябре 1943 года. С того времени на фронтах Великой Отечественной войны.
26 и 27 апреля 1944 года в районе села Свинарин Волынской области он, будучи ранен, не ушёл с поля боя, оказывал первую помощь раненым, эвакуировал их с поля боя. 27 апреля дважды тушил сарай, возле которого стояли орудие и автомашина, после попадания в него снарядов противника. Приказом по 8-й оиптабр РГК от 2 мая 1944 года гвардии старшина медицинской службы Шершнёв был награждён орденом Красной Звезды.
1—2 августа 1944 года при форсировании реки Висла и расширении плацдарма на её левом берегу в районе города Казимеж-Дольны Шершнёв, находясь в боевых порядках, оказал первую помощь и эвакуировал в тыл 10 раненых бойцов и одного офицера. Во время боя находился при орудийных расчётах и помогал им вести огонь. Приказом по войскам 1-го Белорусского фронта от 18 октября 1944 года гвардии старшина Шершнёв был награждён орденом Славы 3-й степени.
17 января 1945 года возле населённого пункта Волянув к западу от Радома, старшина Шершнёв, выдвинувшись перед орудийными расчётами, из автомата уничтожил 12 солдат противника, пытавшихся атаковать батарею и эвакуационный пункт с ранеными бойцами. Приказом по войскам 1-го Белорусского фронта от 4 марта 1945 года гвардии старшина Шершнёв был награждён орденом Славы 2-й степени.
Указом Президиума Верховного Совета СССР от 15 мая 1946 года гвардии старшина медицинской службы Шершнёв был награждён орденом Славы 1-й степени за то, что в боях от Ковеля и до Берлина он вынес с поля боя 65 раненых солдат и офицеров.
Старшина Шершнёв демобилизовался в 1945 году, жил в городе Токмак УССР. Затем переехал в Крым, посёлок Планерское. Работал агрономом, директором подсобного хозяйства.
Скончался Пётр Андреевич Шершнёв 13 июня 1966 года.